# Phillip Daniel Bolden
Philip Daniel Bolden (Nueva Orleans, Luisiana, 19 de marzo de 1995) es un actor estadounidense. Es conocido por su papel como Kevin en la película de 2005 Are We There Yet? y su secuela de 2007 Are We Done Yet?

## Carrera
Bolden nació en Nueva Orleans, Louisiana. Ha aparecido en películas como Vacaciones en familia (película), The Animal y How to Eat Fried Worms .

## Filmografía
| Películas    | Películas               | Películas                      | Películas        | Películas |
| Año          | Título                  | Rol                            | Notas            |           |
| ------------ | ----------------------- | ------------------------------ | ---------------- | --------- |
| 1999         | Mystery Men             | Roland                         |                  |           |
| 2000         | Little Nicky            | Hijo                           |                  |           |
| 2001         | The Animal              | Niño                           |                  |           |
| 2004         | Johnson Family Vacation | Mack Jr.                       |                  |           |
| 2005         | Are We There Yet?       | Kevin Kingston                 | Papel Principal  |           |
| 2006         | How to Eat Fried Worms  | Bradley                        | Papel Secundario |           |
| 2007         | Are We Done Yet?        | Kevin Kingston / Kevin Persons | Papel Principal  |           |
| 2007         | Fly Me to the Moon      | I.Q.                           | Voz              |           |
| Series de TV |                         |                                |                  |           |
| Año          | Título                  | Rol                            | Notas            |           |
| 1999         | 3rd Rock from the Sun   | Ben                            | 1 episodio       |           |
| 1999-2000    | The King of Queens      | Kirby Palmer                   | 3 episodios      |           |
| 2001         | The Hughleys            | Philip                         | 1 episodio       |           |
| 2002         | Malcolm in the Middle   | Niño de 8 años                 | 1 episodio       |           |
| 2001-2002    | My Wife and Kids        | Devon                          | 3 episodios      |           |
| 2002         | CSI: Miami              | Bryan Woods                    | 1 episodio       |           |
| 2003         | According to Jim        | Niño                           | 1 episodio       |           |
| 2019         | iZombie                 | Harris                         | 1 episodio       |           |

## Premios
Premios Artista Joven
| Año  | Categoría         | Película               | Resultado |
| ---- | ----------------- | ---------------------- | --------- |
| 2006 | Mejor actor joven | Are We There Yet?      | Nominado  |
| 2007 | Mejor elenco      | How to Eat Fried Worms | Ganadores |